# La Penne-sur-l'Ouvèze
La Penne-sur-l'Ouvèze é uma comuna francesa na região administrativa de Auvérnia-Ródano-Alpes, no departamento de Drôme. Estende-se por uma área de 7,32 km². Em 2010 a comuna tinha 94 habitantes (densidade: 12,8 hab./km²).